# Jezdovická lípa
Jezdovická lípa je památný strom, který roste v zahradě za domem číslo 47 v obci Jezdovice.

## Základní údaje
- název: Jezdovická lípa
- výška: 30 m (2002)[1]
- obvod: 210 cm (2002)[1]
- věk: ?

## Další zajímavosti
Lípa byla vyhlášena památným stromem roku 2002, o procesu byli informováni všichni účastníci správního řízení a žádný z nich v zákonné lhůtě nepodal proti vyhlášení námitku. V březnu 2007 se na jihlavskou pobočku české neziskové organizace Arnika obrátila obyvatelka obce Jezdovice. Podle jejích slov se tehdejší starosta obce chystal památnou lípu porazit s odůvodněním, že mu stíní do okna. Na místo ihned vyjel ochránce přírody pan Jaromír Švarc z Třeště, který starostu upozornil, že kácení je zcela vyloučeno, protože lípu chrání zákon, neboť je památným stromem. Starosta reagoval slovy: „Už není. Já jsem tu tabulku před týdnem odšrouboval!“ Nakonec lípu zachránila domluva.

## Památné a významné stromy v okolí
- Javor u kapličky (Jezdovice)
- Buk u Jezdovic
- Dubová alej nad Jezdovicemi